# MINI Challenge España

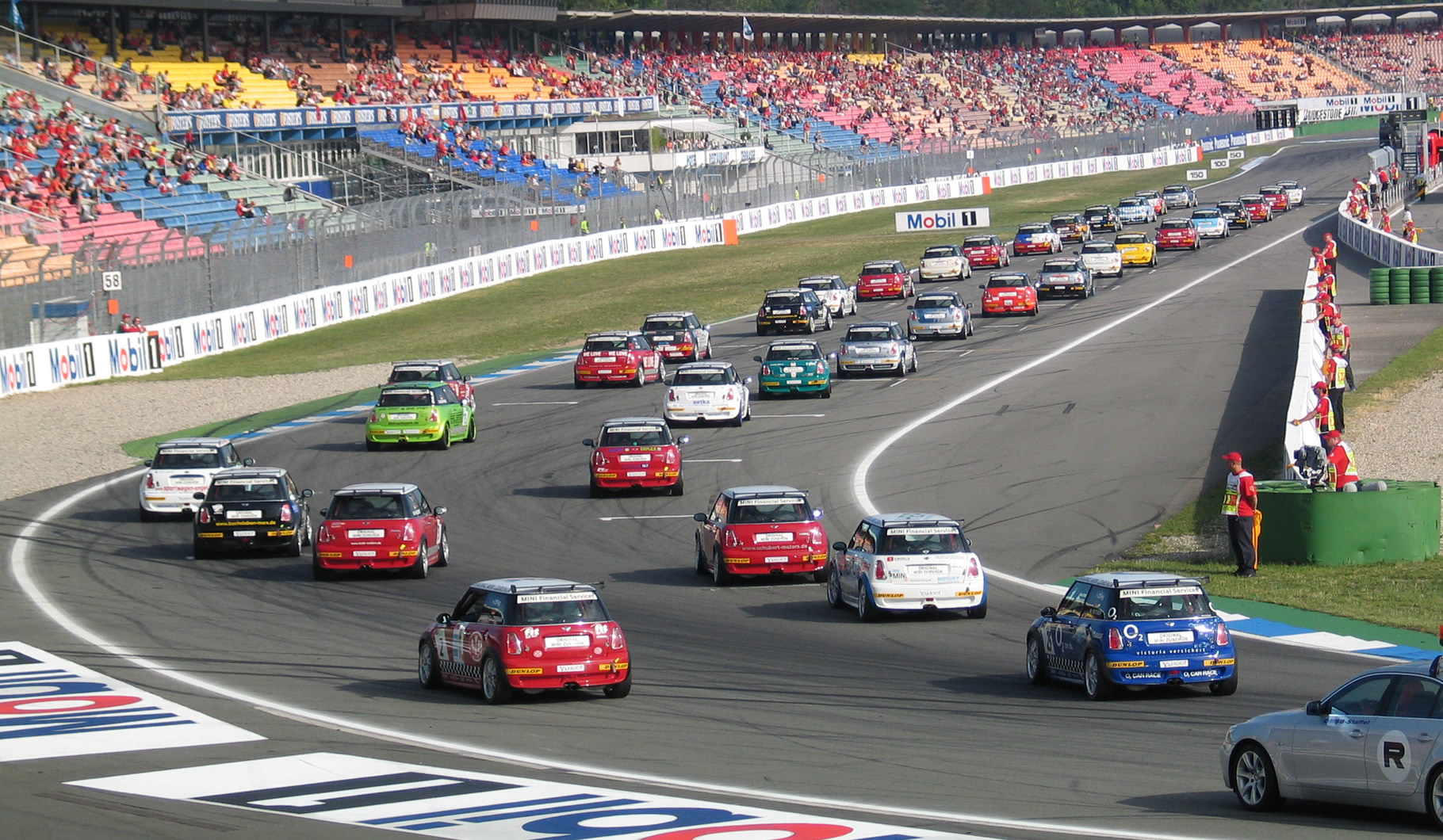
Carrera a punto de empezar de la MINI Challenge Alemana

La MINI Challenge España fue un campeonato español monomarca de automovilismo. El campeonato se estrenó en 2009 y hasta 2011 acogía a pilotos que no pudiesen permitirse competir en los monoplazas en plena época de crisis económica. El proveedor de neumáticos fue Dunlop.

## Historia
En vistas al lanzamiento a la venta en el mercado del modelo MINI John Cooper Works, MINI y por lo tanto BMW, decidieron apostar fuertemente por expandir la categoría a otros países. Debido a esto, dieron inicio nuevas MINI Challenge en Nueva Zelanda (2007), Australia (2008), España (2009), Brasil (2010) y Argentina (2011). En el caso español, BMW Ibérica puso el ímpetu (y el dinero), Last lap events la organización y Drivex el apoyo técnico. Pero en cualquier caso, todos estos proyectos iban a tener un apoyo oficial por 3 años, y la copa en España tan pronto como apareció, desapareció.
En 2009, el campeonato dio inicio en el Circuito Ricardo Tormo, donde el piloto asturiano Javi Villa, se llevó esa primera carrera. La temporada se disputó junto al Campeonato IberGT y la Copa Peugeot. Al igual que en la Copa Racer actual, cada coche podía ser pilotado por uno o dos pilotos, solo que en aquel caso, cada uno iba representado por un concesionario BMW que actuaba como patrocinador o propietario del coche. Cada fin de semana constaba de dos tests colectivos, dos tandas de calificación (una para cada piloto), dos carreras calificatorias de 9 vueltas (una para cada piloto) no puntuables y una carrera final puntuable final de 45 minutos + 1 vuelta. Víctor Sáez y David Izaguirre se llevaron el campeonato en la última ronda, donde ya llegaban como favoritos tras dominar en la ronda anterior. Su concesionario, el Herranz Racing Team se llevó el trofeo destinado a éstos.
En 2010, se incorporaron más pilotos al campeonato, pero en líneas generales fue muy parecida a la anterior, repitiéndose incluso por ejemplo, la carrera larga nocturna disputada en el circuito de Albacete. José Manuel de los Milagros y Javier Villa dominaron la temporada, tan sólo se dejaron algunos puntitos en la penúltima ronda de jerez, donde, ser los segundos mejores les sirvió para proclamarse campeones de la copa a falta de disputarse una ronda.
Por último en 2011, se apostó por todo lo alto en el calendario del campeonato, desvinculándose de las rondas de GTSport y yendo en casi todos los eventos junto con carreras internacionales, logrando su máximo hito en este sentido al competir en el fin de semana del Gran Premio de España en el Circuit de Catalunya. Esta vez, el reglamento sufrió algunos pequeños cambios: la carrera larga se cambió al sábado para que los dos pilotos pudiesen correr en ambos días del evento (en caso de que no se pudiesen disputar las tres carreras en el mismo día), debido a eso las dos carreras cortas ya no serían calificatorias y pasarían a ser puntuables. También se añadió un trofeo individual para no depender tanto de la puntuación del compañero y se añadió un hándicap para tratar de penalizar a los pilotos que ganasen dos rondas consecutivas. A pesar de esto último y como pasó en la temporada anterior pero cambiando los protagonistas, Luis Miguel Reyes y Marta Suria demostraron ser los más regulares en casi todas las rondas, logrando una buena distancia final respecto respecto al segundo y tercer clasificado. Su patrocinador Auto Buigas ganó el trofeo de concesionarios y Luis Miguel Reyes se llevó el trofeo individual.
Tras la conclusión de esa temporada, se anunció por parte de la organización que se daba por terminada la Mini Challenge española, citando como motivo el “querer emplear sus recursos económicos y humanos en otros objetivos”. Ese mismo año también terminó la challenge alemana, como fue pasando con todas las otras copas excepto con la británica, que sigue vigente hoy en día.

## Formato
La competición estaba diseñada a dos pilotos por coche, aunque también pudiesen participar pilotos individuales.
| 2009-2010 - Viernes: 2 tandas de 30 min - Sábado: Qualy 20 min piloto A + 5 min + 20 min piloto B Carrera A (Piloto A) 9 vueltas (máx. 25 min) Carrera B (Piloto B) 9 vueltas (máx. 25 min) - Domingo: Carrera Final 45 min + 1 vuelta (cambio de piloto obligatorio) | 2011 - Viernes: 2 tandas de 30 min - Sábado: Qualy 20 min piloto A + 5 min + 20 min piloto B Carrera 1 45 min + 1 vuelta (cambio de piloto obligatorio) - Domingo: Carrera 2 (Piloto A) 9 vueltas (máx. 25 min) Carrera 3 (Piloto B) 9 vueltas (máx. 25 min) |

## Ficha técnica[7]
- Nombre: MINI John Cooper Works Challenge
- Dirección: a la izquierda
- Color: personalizado con techo blanco
- Cilindros/cilindrada: 4/1.598 cc
- Potencia: 155 kW (211 CV)
- Par máximo : 260 + 20 (overboost) Nm
- Velocidad máxima: 240 km/h
- Aceleración 0-100 km/h: 6,1 s
- Frenada 100-0 km/h: 3,1 s o 31 metros
- Largo/Ancho/Alto: 3.714/1.683/1.407 mm
- Batalla: 2.467 mm
- Peso mínimo: 1.170 kg incluyendo piloto

## Circuitos
- Cheste (2009-2011)
- Montmeló (2009-2011)
- Jarama (2009-2011)
- Albacete (2009-2010)
- Estoril (2009-2010)
- Jerez (2009-2010)
- Monteblanco (2011)
- Navarra (2011)
- Portimao (2011)

## Campeones
| Año  | Pilotos                              | Trofeo Concesionarios         |
| ---- | ------------------------------------ | ----------------------------- |
| 2009 | David Izaguirre Víctor Sáez          | Herranz Racing Team - Overcar |
| 2010 | José M. de los Milagros Javier Villa | Lenker&Grünblau               |
| 2011 | Luis Miguel Reyes Marta Suria        | Auto Buigas                   |

## Temporadas
| N.º | Piloto                              | Pts |
| --- | ----------------------------------- | --- |
| 1   | David Izaguirre Víctor Sáez         | 169 |
| 2   | Luigi Mazzali Pablo Amorós          | 132 |
| 3   | Alberto Cerro                       | 128 |
| 4   | Manuel Bertolín Jr.                 | 124 |
| 5   | Jorge Baeza                         | 118 |
| 6   | Álvaro Rodríguez                    | 102 |
| 7   | Álvaro Vela Borja de Mollinedo      | 97  |
| 8   | Luis Miguel Reyes Marta Suria       | 91  |
| 9   | Javi Villa                          | 88  |
| 10  | Kuru Villacieros Miguel Villacieros | 82  |

| N.º | Piloto                              | Pts |
| --- | ----------------------------------- | --- |
| 1   | José M. de los Milagros Javi Villa  | 214 |
| 2   | Luis Miguel Reyes Marta Suria       | 126 |
| 3   | Marcos Fernández Luis Miguel Neto   | 122 |
| 4   | Jorge Baeza Fernando Navarrete      | 109 |
| 5   | Alberto Cerro Álvaro Rodríguez      | 85  |
| 6   | Salvador Tineo Ángel Santos         | 78  |
| 7   | Steve Matthyssen                    | 77  |
| 8   | Alex Royo Oscar Palacio             | 76  |
| 9   | Marc Martín                         | 74  |
| 10  | Kuru Villacieros Miguel Villacieros | 72  |

| N.º | Piloto                        | Pts |
| --- | ----------------------------- | --- |
| 1   | Luis Miguel Reyes Marta Suria | 276 |
| 2   | José Alonso Liste             | 224 |
| 3   | Antonio Martínez              | 222 |
| 4   | Javi Villa                    | 217 |
| 5   | Alex Royo                     | 215 |
| 6   | Salvador Tineo                | 214 |
| 7   | Bruno Méndez                  | 203 |
| 8   | Pablo Amorós                  | 166 |
| 9   | Álvaro Rodríguez              | 160 |
| 10  | Luigi Mazzali                 | 149 |